# Neunkirchen (Basse-Franconie)
Pour les articles homonymes, voir Neunkirchen.
Neunkirchen est une commune de Bavière (Allemagne), située dans l'arrondissement de Miltenberg, dans le district de Basse-Franconie.